# Taillis (cuisine)
 (novembre 2020).
Si vous disposez d'ouvrages ou d'articles de référence ou si vous connaissez des sites web de qualité traitant du thème abordé ici, merci de compléter l'article en donnant les références utiles à sa vérifiabilité et en les liant à la section « Notes et références ».
Pour les articles homonymes, voir Taillis (homonymie).
Un taillis est un gâteau médiéval aux fruits secs.

## Historique
Une source attestant l'existence de ce gâteau se trouve dans le Ménagier de Paris, un traité du XIVe siècle.
Il était mangé au cours des périodes de Carême.

## Préparation
Dans le Ménagier de Paris, la recette est définie telle que : « TAILLIS à servir comme en Karesme. Prenez fins roisins, lait d’amande bouli, eschaudés, galettes et croutes de pain blanc et pommes couppées par menus morceaulx quarrés, faites boulir votre lait, et saffren pour lui donner couleur et du succre, et puis mettez tout ensemble tant qu’il soit bien liant pour tailler. L’en sert en Karesme en lieu de riz. »